# Sejs-Svejbæk Kirke
Sejs-Svejbæk Kirke er en folkekirke beliggende i Sejs-Svejbæk i Sejs-Svejbæk Sogn. Kirken er centralt placeret i det bymæssigt område i Sejs-Svejbæk, der er smukt beliggende mellem bakkerne Sindbjerg og Stoubjerg og Silkeborgsøerne.

## Historie
Allerede i slutningen af tresserne var der røster fremme om at bygge en kirke i området, og der blev i 1971 nedsat en kirkesags-komité. Dens arbejde var imidlertid hæmmet af, at Kirkeministeriet først kunne give tilladelse til opførelse af en ny kirke, når lokalmenigheden havde samlet en del af byggeomkostningerne. Opsparingen gik trægt, men heldigvis blev reglerne ændret, så hele finansieringen af en ny kirke kunne betales over kirkeskatten. Det gav fornyet optimisme, og i april 1979 blev der nedsat et officielt kirkebyggeudvalg, der skulle tage sig af hele byggesagen. Allerede i 1976 indviedes FDF-huset, det gamle missionshus, så det kunne anvendes som kirke. I 1984 blev kirkegrunden på 5000 m2 købt. Arkitekt MAA Niels Frithiof Truelsen Svendborg, fik i 1984 Kirkeministeriets godkendelse af et skitseprojekt. Først i marts 1988 forelå den endelige godkendelse af projektet, og byggeriet kunne gå i gang. Derefter gik det hurtigt, og allerede 10. december 1989 kunne Sejs-Svejbæk Kirke indvies. Byggesagen havde da varet 10 år. Hele Sejs og Svejbæk området blev nu et selvstændigt sogn, og det nye menighedsråd kunne tage over efter menighedsrådsvalget i marts 1990.
Kirkegården blev indviet i 1992, og er anlagt efter landskabsarkitekt Torben Schönherrs skitser på arealet syd for kirkens forplads. Anlægsarbejdet var færdiggjort i 1995 og kostede 3.5 mio. kr. I midten af kirkegården står en skulptur af kunstner Erik Heide.

## Kendte begravet på Sejs-Svejbæk Kirkegård
- Lars Larsen[4]